# Ясенево (район Москвы)
Я́сенево — район в Москве, расположенный в Юго-Западном административном округе, а также соответствующий ему одноимённый муниципальный округ.

## География и экология
Район Ясенево расположен на юге Москвы и примыкает к МКАД. Район относится к категории «спальных», в нём отсутствуют крупные промышленные предприятия.
Застройка района не примыкает непосредственно к застройке соседних районов. Ясенево со всех направлений, кроме западного, опоясывает Битцевский лес (с юга, через МКАД — зона отдыха «Битца»). В западной части района расположена промышленно-складская зона, пролегающая до Тёплого Стана. Ближайшие районы: на севере — Коньково и Зюзино, на востоке — Чертаново. На юге территория за МКАД не застроена; до 2012 года она относилась к Московской области, после расширения административных границ Москвы — в составе Новомосковского административного округа.
Площадь района составляет 25,4 км², из них 6,4 км² — жилая застройка, 1,7 км² — промышленная зона, остальная часть — территория Битцевского леса. Площадь жилого фонда на 2010 год — почти 3 млн м².
Ясенево является одним из самых экологически чистых районов Москвы.
На территории Ясенева (у станции метро «Тёплый Стан») расположена самая высокая точка Москвы — 255,2 метра над уровнем моря.
За МКАД в непосредственной близости к Ясеневу расположена штаб-квартира Службы внешней разведки России.

## Название
Название — от находившегося на территории нынешнего района села Ясенево. По мнению географа Е. М. Поспелова, название села, вероятнее всего, связано с предполагаемым некалендарным личным именем Ясень. Менее вероятно образовано от названия дерева ясень.
В разное время село называлось Ясенье, Ясиновское, Ясеневское, Ясиново.

## История
На территории современного района Ясенево исторически находились четыре населённых пункта: Узкое, Ясенево, Большое Голубино и Малое Голубино.
Ясенево впервые упоминается в духовной грамоте великого князя Ивана Калиты 1336 года, как село Ясиновъское. В грамотах XV века — Ясеневское. В 1504 году впервые встречается форма Ясенево.
Из находившихся в них дворянских усадеб частично сохранились две: Узкое и Ясенево. Главная улица села Ясенево располагалась приблизительно на трассе современной улицы Паустовского.

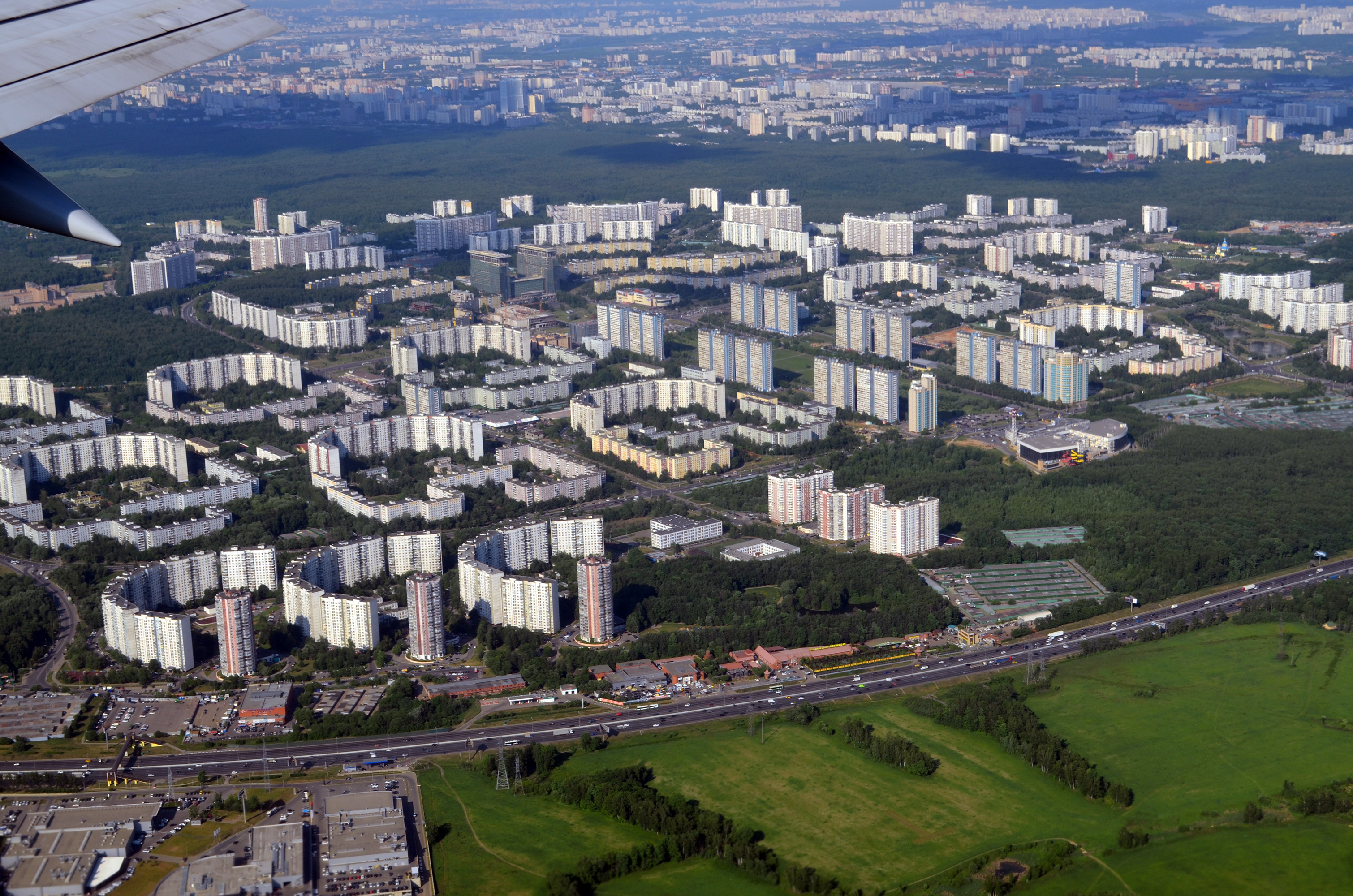
Вид из самолёта

В 1960 году территория вошла в состав города Москвы. С 1976 года является районом массового жилищного строительства. Район застраивался комплексно на основе проекта, разработанного под руководством Якова Белопольского, впоследствии удостоенного звания Народного архитектора СССР.
C 1987 года в районе появился метрополитен (станция «Тёплый Стан», часть выходов находится на территории района Ясенево, а часть — на территории Тёплого Стана). В 1990 году построены станции Калужско-Рижской линии метро «Ясенево» и «Битцевский парк» (с 1 июня 2009 года — «Новоясеневская»). В 2014 году открылась станция Бутовской линии «Битцевский парк» (пересадка на «Новоясеневскую»).
В 2004 году произошло обрушение крыши расположенного в Ясеневе развлекательного центра «Трансвааль-парк», погибло 28 человек.
В Ясеневе снимался ряд известных фильмов: «Москва слезам не верит» (1979), «Вам и не снилось…» (1980), «Быстрее собственной тени» (1980), «Ещё люблю, ещё надеюсь» (1984), «Авария — дочь мента» (1989). В Палеонтологическом музее сняты эпизоды фильма «Индиго» (2008). На территории усадьбы Узкое был снят целый ряд фильмов и сериалов, в частности, один из эпизодов фильма «Утомлённые солнцем 2».
С 2018 года в районе появилось уже четыре «шпионских» топонима. По причине расположения в районе штаб-квартиры СВР, в 2024-26 годах планируют переименовать в честь разведчиков ещё 12 улиц и площадей — например, увековечить имя Павла Судоплатова, организатора убийства Льва Троцкого. Более того, обсуждается идея превратить Ясенево в Фитино в честь начальника внешней разведки СССР Павла Фитина. Данный проект главы СВР Сергея Нарышкина курирует бывший министр культуры, а ныне помощник президента Владимир Мединский и поддерживает глава муниципалитета Ирина Гришина. Никаких общественных слушаний, где должны одобряться такие переименования, при этом не проводится.

## Население
| 2002     | 2010     | 2012     | 2013     | 2014     | 2015     | 2016     |
| -------- | -------- | -------- | -------- | -------- | -------- | -------- |
| 174 236  | ↗174 832 | ↗176 109 | ↗176 448 | ↗176 936 | ↗177 014 | ↗177 809 |
| 2017     | 2018     | 2019     | 2020     | 2021     | 2023     | 2024     |
| ↘177 596 | ↗177 847 | ↗177 901 | ↗178 264 | ↘176 358 | ↘175 253 | ↗176 505 |

### Национальный состав
По итогам переписи населения 2020 года проживали следующие национальности (национальности менее 0,1 % и другое, см. в сноске к строке «Другие»):
| Национальность | Численность, чел. | Доля     |
| -------------- | ----------------- | -------- |
| Русские        | 134 226           | 76,11 %  |
| Татары         | 1214              | 0,69 %   |
| Армяне         | 735               | 0,42 %   |
| Украинцы       | 551               | 0,31 %   |
| Азербайджанцы  | 517               | 0,29 %   |
| Узбеки         | 313               | 0,18 %   |
| Евреи          | 270               | 0,15 %   |
| Таджики        | 259               | 0,15 %   |
| Грузины        | 228               | 0,13 %   |
| Киргизы        | 212               | 0,12 %   |
| Другие         | 37 833            | 21,45 %  |
| Итого          | 176 358           | 100,00 % |

## Транспорт

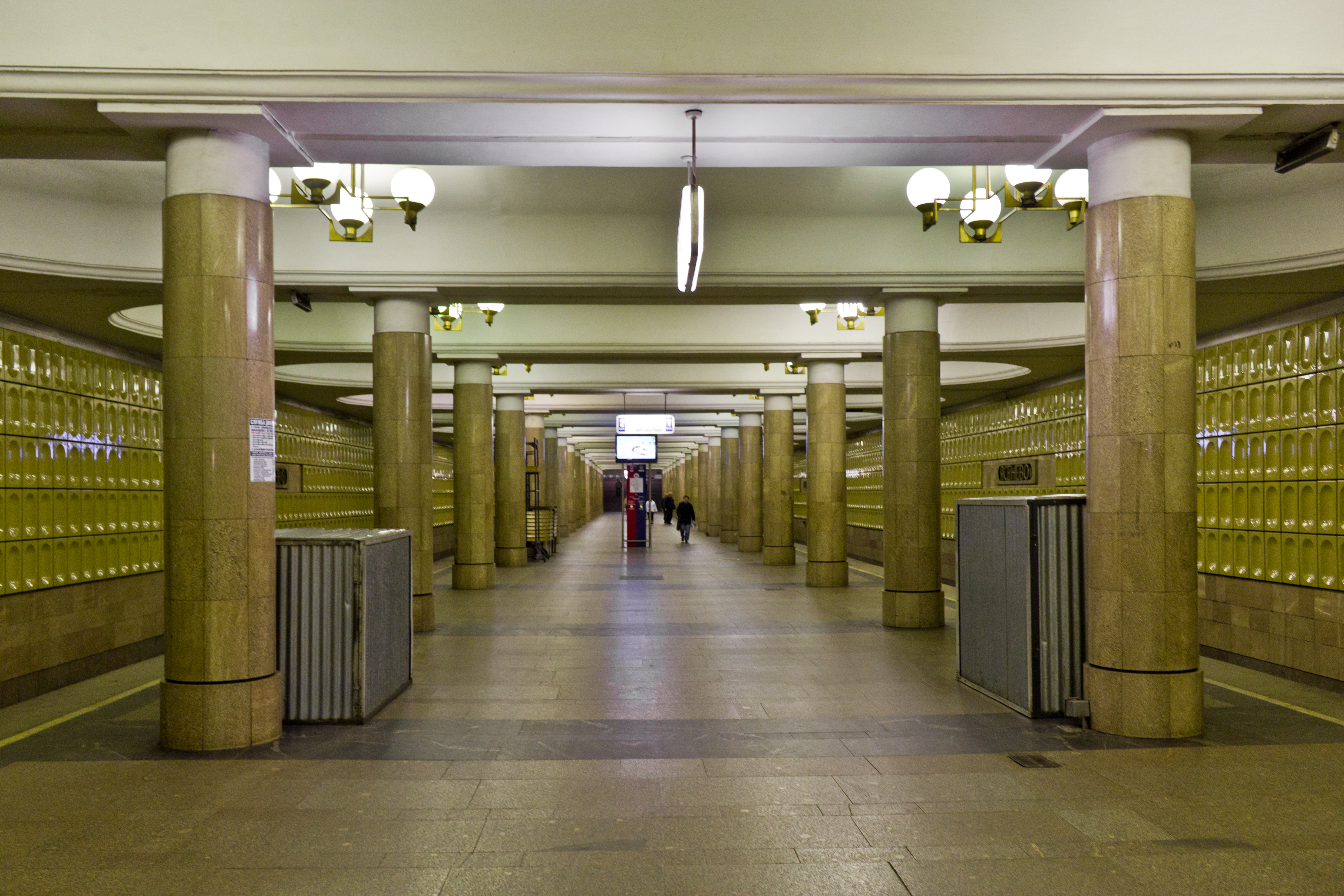
Станция метро «Ясенево»

Главными транспортными артериями района являются Новоясеневский проспект (пересекает район с запада на восток, на западе выходит на Профсоюзную улицу, на востоке оканчивается Битцевским лесопарком) и трасса Ясногорская/Тарусская улицы — улица Айвазовского — Севастопольский проспект (с юга на север и далее в центр Москвы). Имеется небольшая развязка с МКАД.
Отсутствие в районе выхода на какое-либо загородное шоссе долгое время избавляло Ясенево от дорожных пробок. Однако с развитием районов Северное Бутово и Южное Бутово Ясенево во многом стало маршрутом транзита, притом что дорожная сеть района, включая выезд на МКАД, не приспособлена для такого потока транспорта.
На территории района располагаются четыре станции московского метрополитена:
- Калужско-Рижская линия: «Тёплый стан», «Ясенево» (главный транспортный узел района) и «Новоясеневская».
- Бутовская линия: «Битцевский парк», с пересадкой на станцию «Новоясеневская».

Местные маршруты наземного транспорта (автобусы) обеспечивают сообщение с соседними районами вплоть до Очакова и Ново-Переделкина на западе, Черёмушек и Зюзина, а также частью районов ЦАО на севере, Южного Бутова и ТиНАО на юге.
С 1980-х годов в Ясеневе действовало несколько троллейбусных маршрутов. В 2020 году они заменены на автобусные с индексом «Т».
Железнодорожное сообщение в Ясеневе отсутствует.

### Наземный транспорт

#### Автобусы
| № маршрута      | Маршрут                                          | Пролегает по улицам района: |
| --------------- | ------------------------------------------------ | --- |
| 165             | Остафьевская улица — Ясенево                     | - Проезд Карамзина - Улица Паустовского - Новоясеневский проспект |
| 261             | Озёрная — Ясенево                                | - Севастопольский проспект - Улица Айвазовского - Тарусская улица (обратно — Ясногорская улица) |
| 262             | Проезд Карамзина — Битцевский парк               | - Проезд Карамзина - Голубинская улица - Вильнюсская улица - Литовский бульвар - Новоясеневский проспект |
| 264             | 5-й микрорайон Тёплого Стана — Улица Рокотова    | - Новоясеневский проспект - Голубинская улица - Вильнюсская улица - Литовский бульвар - Улица Айвазовского - Соловьиный проезд - Улица Рокотова                                                                           |
| 281             | Проезд Карамзина — Юго-Западная                  | - Новоясеневский проспект - Голубинская улица - Улица Инессы Арманд |
| 639             | Беляево — Ясенево                                | - Севастопольский проспект - Соловьиный проезд - Улица Рокотова - Литовский бульвар - Новоясеневский проспект |
| 642             | Калужская — Юго-Западная                         | - Проезд Карамзина - Голубинская улица - Ясногорская улица (обратно — Тарусская улица) - Новоясеневский проспект - Литовский бульвар - Улица Рокотова - Соловьиный проезд - Улица Айвазовского - Севастопольский проспект |
| 647             | 5-й микрорайон Тёплого Стана — Проезд Одоевского | - Новоясеневский проспект - Голубинская улица - Проезд Одоевского |
| 648             | Новые Черёмушки — Ясенево                        | - Севастопольский проспект - Улица Айвазовского - Литовский бульвар - Новоясеневский проспект |
| 769             | Проезд Карамзина — Литовский бульвар             | - Улица Инессы Арманд - Голубинская улица - Ясногорская улица - Новоясеневский проспект - Литовский бульвар - Тарусская улица - Улица Паустовского                                                                        |
| 912 (бывш. 781) | Проезд Карамзина — Улица Генерала Дорохова       | - Новоясеневский проспект - Улица Паустовского - Голубинская улица - Улица Инессы Арманд |
| с14             | Проезд Карамзина — Улица Академика Варги         | - Новоясеневский проспект - Ясногорская улица (обратно — Тарусская улица) - Улица Айвазовского - Соловьиный проезд - Улица Рокотова - Литовский бульвар - Улица Паустовского - Голубинская улица - Улица Инессы Арманд    |
| с977            | Битцевская аллея — Ясенево                       | - Севастопольский проспект - Улица Айвазовского - Тарусская улица (обратно — Ясногорская улица) |
| т72             | Варшавская — Проезд Карамзина                    | - Новоясеневский проспект - Вильнюсская улица - Голубинская улица - Проезд Карамзина |
| т81             | Беляево — Битцевский парк                        | - Новоясеневский проспект |
| т85             | Проезд Карамзина — Профсоюзная                   | - Севастопольский проспект - Улица Айвазовского - Тарусская улица (обратно — Ясногорская улица) - Голубинская улица - Проезд Карамзина                                                                                    |

## Достопримечательности
На территории района находятся:
- усадьба Ясенево
- усадьба Узкое
- парк «Битцевский лес»
- Парк 30-летия района Ясенево

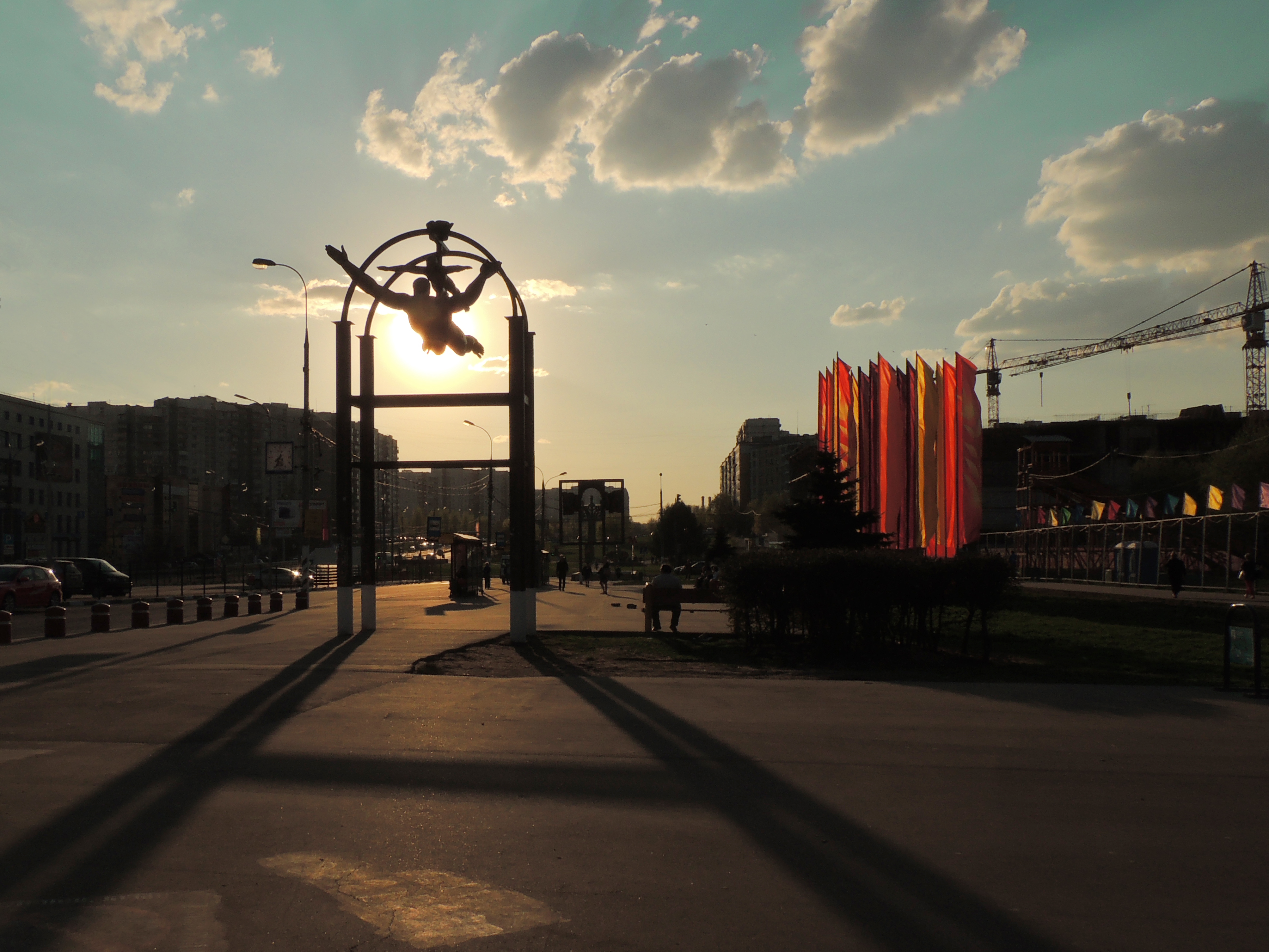
Скульптурная композиция «Покорителям неба», скульптор А. Н. Бурганов

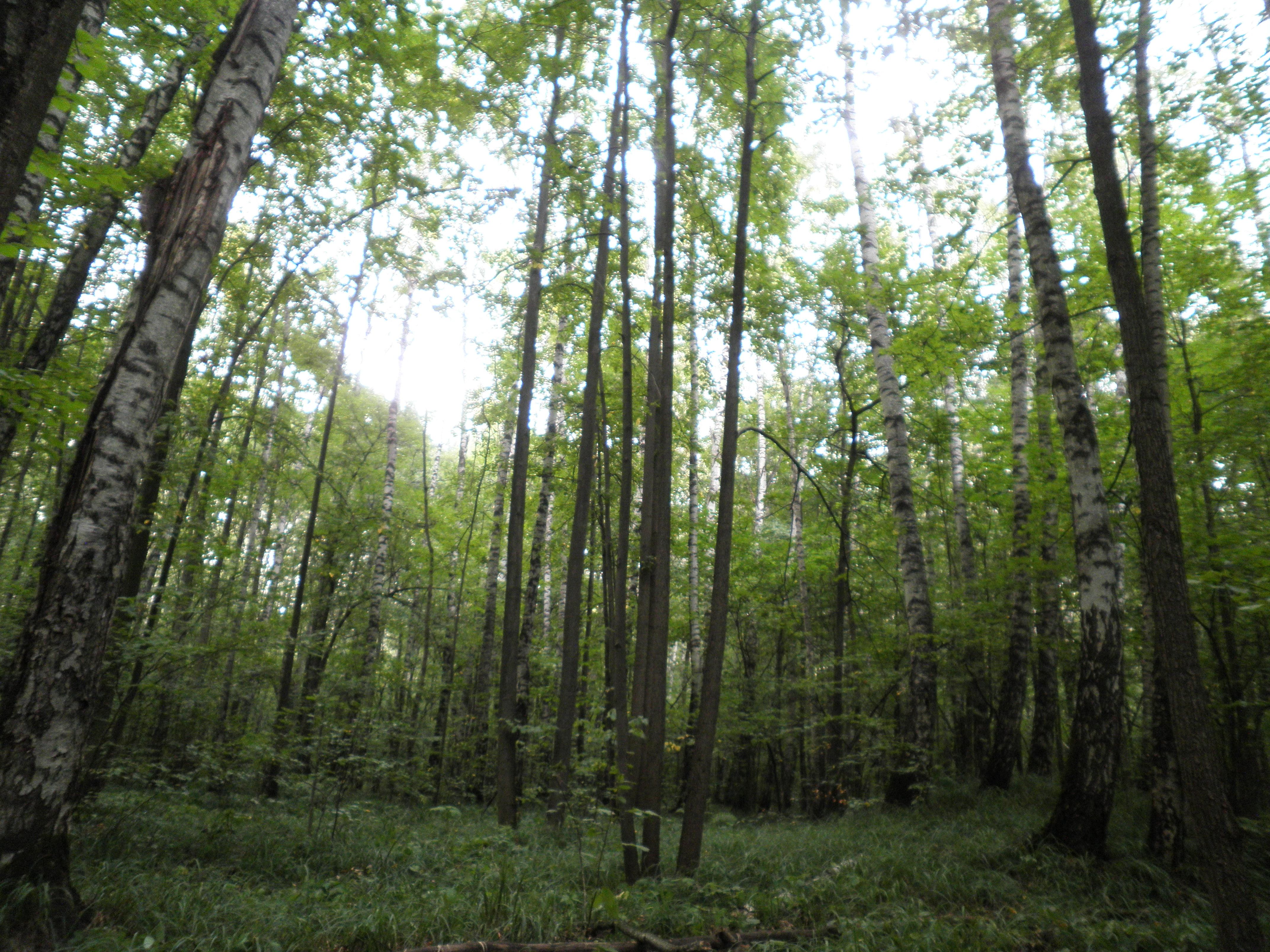
Битцевский лес

- Дворец спорта «Содружество» — совместный проект правительства Москвы и Гомельской области. Открыт осенью 2008 года мэром Москвы Юрием Лужковым и премьер-министром Белоруссии Сергеем Сидорским[35][36]
- Ясеневское кладбище
- Гостиница «Узкое» на 156 мест (место проведения чемпионата мира по международным шашкам среди мужчин в 2001 году)
- Палеонтологический институт и музей
- Культурный центр «Вдохновение», в стенах которого проводятся праздники, концерты, фестивали, форумы, выставки, спектакли, лекции, конкурсы и другие культурные мероприятия[37].
- New Orange Парк[38] — детский парк развлечений, многофункциональный комплекс для отдыха всей семьёй
- Аквапарк «Мореон»
- Кинологический центр Ясенево
- Макет Эйфелевой башни на улице Инессы Арманд высотой 5,5 м[39]«Эйфелева башня» в Ясеневе

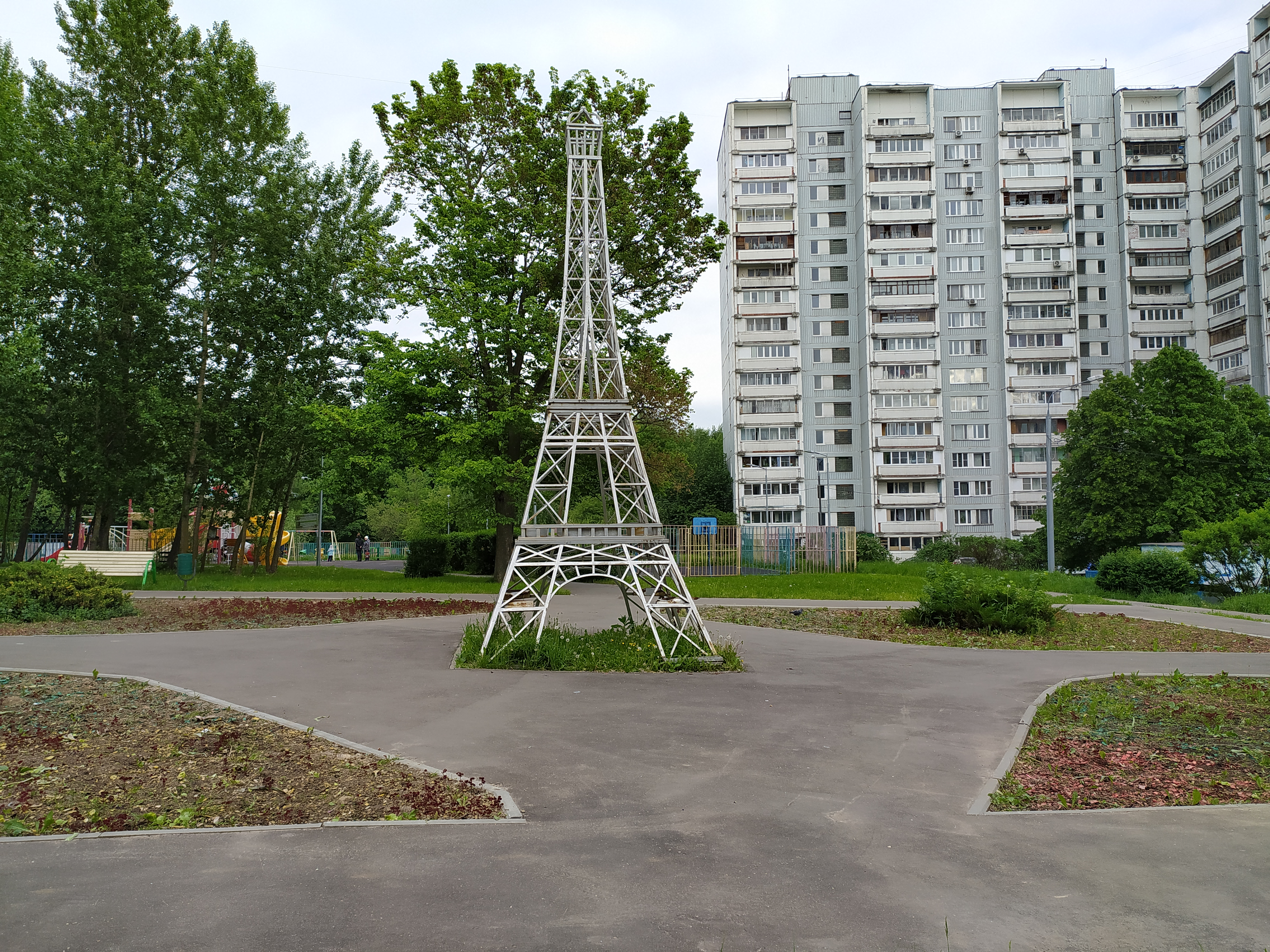
«Эйфелева башня» в Ясеневе

## Православные храмы
В районе имеются четыре действующих православных храма:
- Храм Петра и Павла в Ясеневе (Московское подворье Свято-Введенского ставропигиального монастыря Оптиной пустыни). Адрес: Новоясеневский проспект, д. 42, настоятель — архимандрит Мелхиседек (Артюхин).
- Храм Покрова Пресвятой Богородицы в Ясеневе (строительство началось осенью 2008 года) — действует. Адрес: улица Айвазовского, д. 7-8, настоятель — архимандрит Мелхиседек (Артюхин).
- Храм Казанской иконы Божией Матери в Узком, на территории усадьбы Узкое. Адрес: Профсоюзная улица, д. 123б, настоятель — архимандрит Петр (Поляков).
- Храм Святых Царственных страстотерпцев в Ясеневе[41] (Временный храм) (Строительство началось в 2017 году). Адрес: Ясногорская улица, д. 21, настоятель — иерей Димитрий (Бабурин).

Храмы входят в состав Параскево-Пятницкого благочиния Московской городской епархии Русской православной церкви

Храмы Ясенева
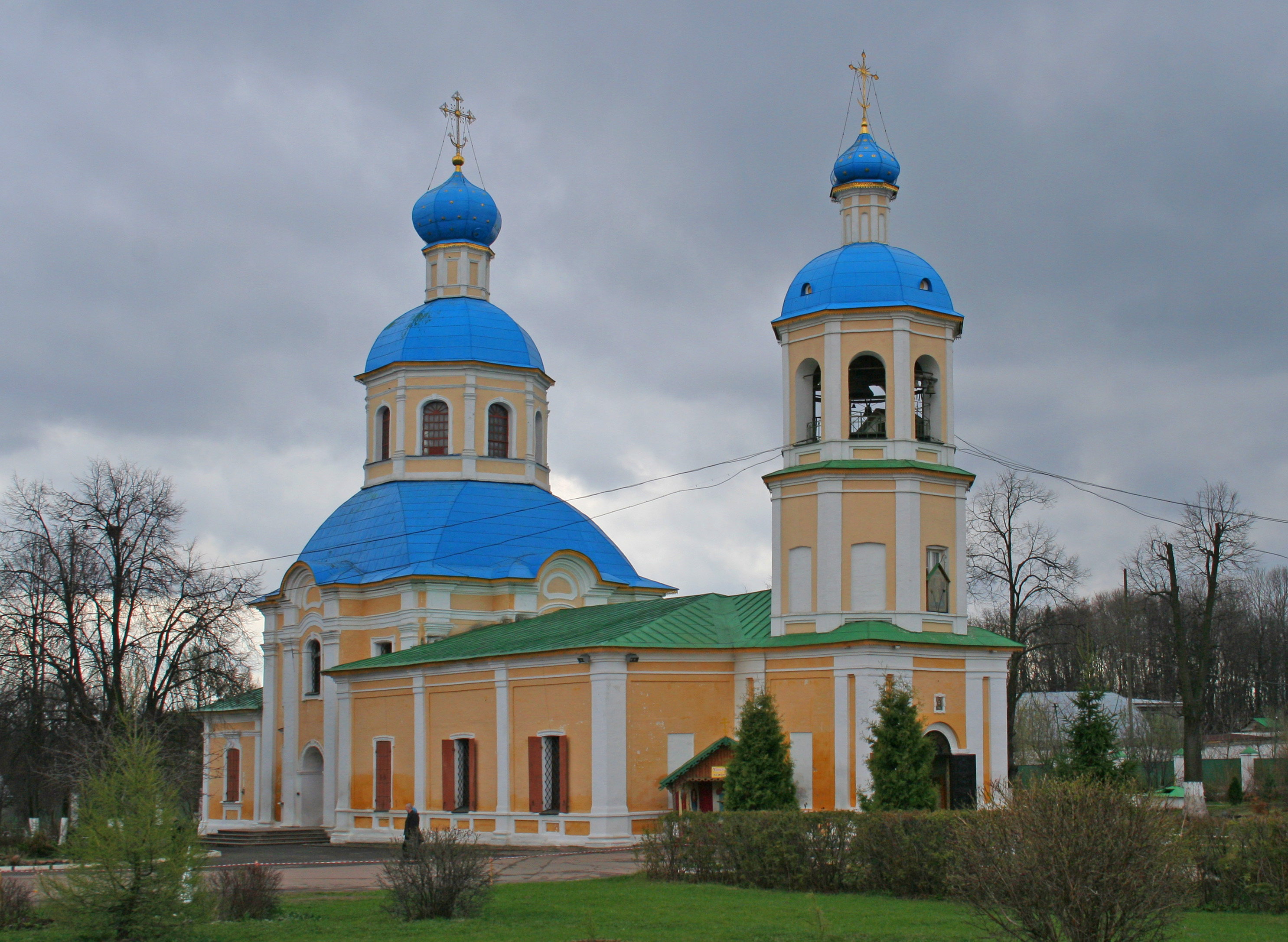
Храм Петра и Павла в Ясеневе
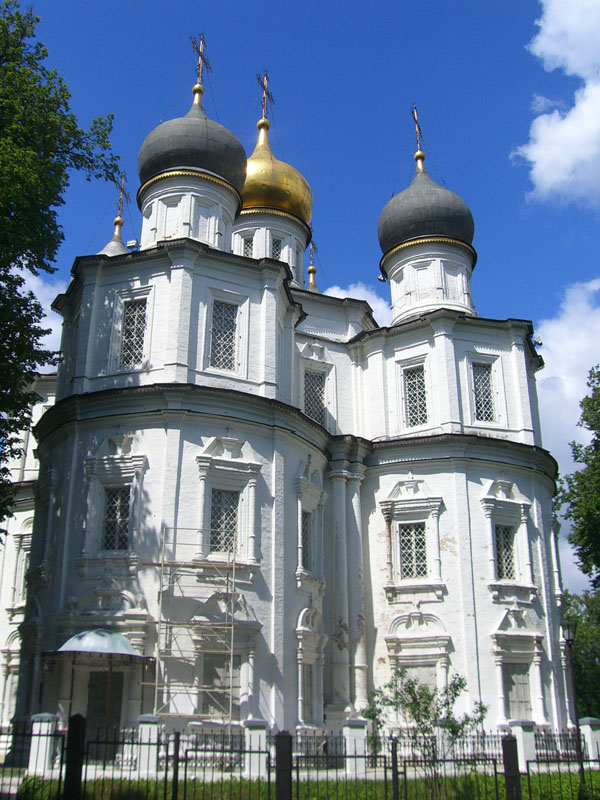
Храм Казанской иконы Божией Матери в Узком
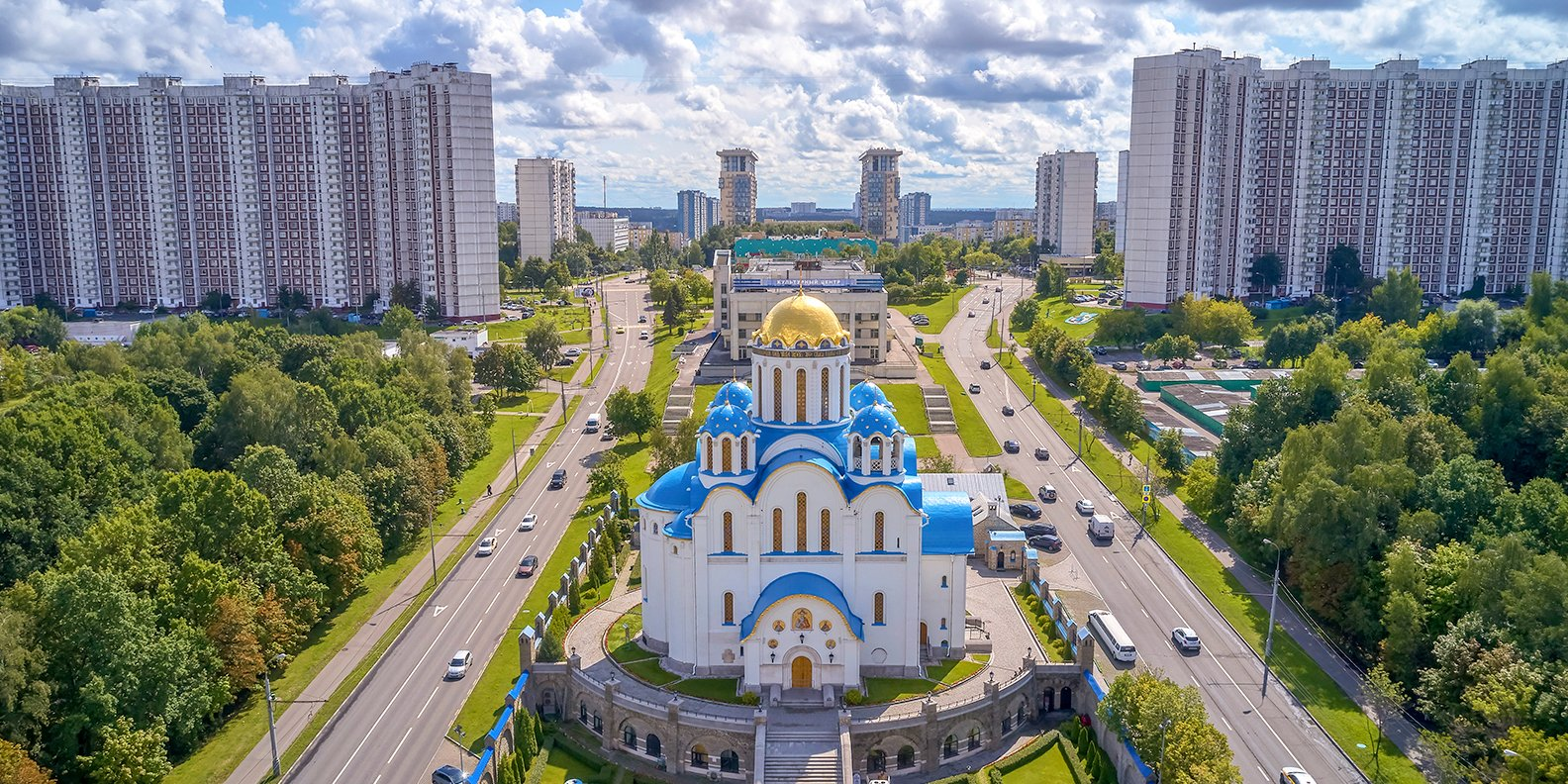
Храм Покрова Пресвятой Богородицы в Ясеневе

## Парки, скверы и общественные пространства
Пешеходная зона в границах Новоясеневского проспекта, Вильнюсской, Тарусской и Голубинской улиц
Внутриквартальный парк на участке от дома № 7к2 на Вильнюсской улице до дома № 22к1 на Тарусской улице. Благоустроен в 2019 году по программе мэра Москвы «Мой район». Вместо заброшенного пустыря создана зона отдыха с детскими площадками и спортивными объектами.
Народный парк «Поляна сказок»
Парк вдоль улицы Рокотова напротив дома № 8к2. Создан в 2016 году. В сентябре 2020 года отметил четырёхлетие. По всей площади парка размещены скульптуры сказочных героев. Рядом имеется граффити с достопримечательностями Москвы на пересечении Литовского бульвара с улицей Рокотова. У входа на территорию размещены скульптуры трёх богатырей. Также здесь есть скульптура «Царевна-Лебедь» из «Сказки о царе Салтане», скульптуры Бабы-яги и её избушки, ежей, сов и других сказочных и мультипликационных персонажей. Рядом с парком находится Соловьиный (Рокотовский) пруд, который в 2019 году очистили и привели в порядок по программе «Мой район».
Парк 30-летия района Ясенево
Расположен перед храмом Петра и Павла Подворья Оптиной пустыни, рядом со станцией метро «Новоясеневская». С одной стороны территория парка ограничена жилыми домами, а с другой — Битцевским лесом. Парк открыт в 2007 году в день города Москвы, и приурочен к 30-летнему юбилею района. Имеется большая детская игровая площадка.
Сквер на улице Инессы Арманд
Зелёная зона отдыха появилась в районе в 2014 году. В конце аллеи находится арт-объект «Роза ветров». Имеются беседки со скульптурами.
Народный парк между улицами Айвазовского и Рокотова
Парк появился в 2017 году на месте пустыря в ходе реализации программы «Мой район». Между улицами Айвазовского и Рокотова было создано зелёное общественное пространство с цветочными арками, детскими и спортивными объектами. Благоустроен пруд.
Зона отдыха у Ясеневских прудов
Территория отдыха вдоль улицы Паустовского. Парк благоустроен в 2018 году. На территории растут клёны, липы и старые лиственницы. На берегу Среднего Ясеневского пруда установлен мемориал «Российским военным морякам» (1998), а также экспонаты — настоящие торпеды, снаряды и морские мины, корабельные пушки, огнеметы и якоря. Обустроены детские площадки и спортивные объекты. Нижний Ясеневский пруд используется для любительского лова рыбы.

## Образование
На территории района действуют семь общеобразовательных комплексов. Кроме того, в Ясеневе находится общежитие студентов юридического факультета МГУ им. М. В. Ломоносова — Дом студента в Ясеневе (ДСЯ).

## Музеи на базе школ
В Ясеневе также созданы музеи боевой славы на базе средних общеобразовательных школ:
- Школа № 1103 (ГБОУ СОШ № 1103) имени Героя Российской Федерации А. В. Соломатина. «Музей А. В. Соломатина». Музей посвящён памяти Александра Соломатина, выпускника школы № 1103, в которой он учился и окончил в 1994 году. 1 декабря 1999 года в бою у селения Первомайское в Чечне, спасая штаб полка, командиров и боевых товарищей от вражеской засады, Александр погиб. За подвиг ему посмертно присвоено звание «Герой Российской Федерации».
- Школа № 1693. «Музей боевой славы 60-й стрелковой Севско-Варшавской дивизии имени I-ой дивизии народного ополчения». Музей открыт 4 мая 1984 года. Он посвящён боевому пути 60-й Севско-Варшавской Краснознамённой ордена Суворова стрелковой дивизии (1-я дивизия народного ополчения г. Москвы), сформированной в июле 1941 года из добровольцев Ленинского района Московской области (куда входил и современный район Ясенево).
- Школа № 790. «Музей Военно-морского флота». Музей был создан в 1997 году при управе района Ясенево. Идея создания музея возникла в 1996 году, в связи с 300-летием Российского флота. Его создатели — капитан 1-го ранга Н. В. Школа и капитан 2-го ранга С. Ю. Лаврентьев преследовали цель — рассказать жителям района о моряках, живущих в Ясеневе. Основу экспозиции составляют личные вещи, переданные бывшими моряками: ордена, памятные фотоснимки, личное оружие. Имеются также навигационные приборы, флаги ВМФ, корабельные колокола, модели военных судов. На базе музея создан клуб военных моряков района Ясенево.
- Школа № 108. «Музей Боевой Славы Московского военного округа ПВО». Создан в 1998 году по инициативе Совета Союза ветеранов Министерства Обороны противовоздушной обороны и администрации школы № 108.
- Школа № 18. «Музей боевой славы „О подвигах, о доблести, о славе“». В 1986 году по инициативе пионерской дружины «Искра» и военрука школы В. Я. Харитонова был создан музей боевой славы им. I Гвардейской бомбардировочной авиационной дивизии. Активную помощь в его становлении оказали ветераны: Т. М. Зуйко, С. М. Донин, Н. И. Рева, Н. И. Гапеёнок, Н. Д. Буторин.
- Школа № 27. Музей «Великая Отечественная война и культурное наследие». Школьный музей возник на базе ранее существовавшего в школе музея писателя А.Гайдара. Дополнен предметами, подаренными школе членами Совета ветеранов района.
- Школа № 794. Музей «Минувшие дни». Идея создания музея родилась в процессе накопления в школе богатого материала, рассказывающего о Великой Отечественной войне. В названии музея нашли отражение строки русского поэта А. С. Пушкина: «Бойцы вспоминают минувшие дни…»
- Школа № 1206. Музей «Ветераны Великой Отечественной войны — жители района Ясенево». Создан в 2005 году в преддверии 60-летия Победы.
- Школа № 156. Школьный военно-исторический музей «Никто не забыт, ничто не забыто». В школе № 156 более 10 лет велась планомерная работа по созданию военно-патриотического музея, посвящённого Битве за Москву. Открыт 9 апреля 2005 года. Директор музея — Отличник народного просвещения, учитель истории и москвоведения Т. Е. Сарычева.
- Школа № 862 имени 1-й дивизии народного ополчения Москвы (с 2014 года вошла в состав лицея № 1561). Мемориальный музей боевой и трудовой славы семьи «Нет в России семьи такой, где б не памятен был свой герой». Материалы для музея начали собирать более 25 лет тому назад. Учитель истории Елисеева Ю. М. давала задания учащимся собирать и сохранять материалы о родственниках — участниках Великой Отечественной войны. Из собранных материалов, документов и работ учащихся оформлялись первые тематические экспозиции в кабинете истории школы. В 2005 г. учащиеся 11 класса создали проект к 60-летию Победы, который представили на «Ярмарке идей», и заняли третье место. В 2005 г. для музея был выделен отдельный кабинет, который оформляли ученики 8−11-х классов.

## Медицина
На территории района расположены три детских поликлиники (№ 42, 103 и 111), четыре взрослых поликлиники (№ 106, 49, 134 и 176), а также больница Российской академии наук.

## Известные жители
- Жанна Агузарова[49] — советская и российская певица, жила на Литовском бульваре
- Мария Арбатова — российская писательница, драматург, сценарист, радиоведущая, публицист. Психоаналитик, активная деятельница феминистского движения.
- Ирина Галинская — советский и российский литературовед.
- Аркадий Галинский — советский и российский спортивный журналист.
- Алик Грановский — советский и российский музыкант, бас-гитарист, один из основателей и участников групп «Ария» и «Мастер».
- Ирина Григорьева — российская футболистка, полузащитник сборной СССР и сборной России.
- Наталья Гудкова — российская актриса.
- Роман Доброхотов — российский общественный деятель, журналист, политолог. Учился в школе № 1206.
- Владимир Жеребцов — актёр театра и кино.
- Сергей Игнашевич[50][51] — российский футболист и тренер, заслуженный мастер спорта России.
- Юлианна Караулова — российская певица, училась в школе № 1106.
- Мария Киселёва — российская синхронистка, трёхкратная олимпийская чемпионка, телеведущая и актриса. Депутат Московской городской думы VII созыва (2019—2024).
- Михаил Коробко — российский историк, москвовед, автор более 100 публикаций о Москве и Подмосковье и усадебном наследии русской провинции, в том числе работы «Усадьба Узкое» (2013) и «Усадьба Ясенево» (2014)[12][52][53][54].
- Игорь Ливанов — советский и российский актёр.
- Игорь Петренко — российский актёр, лауреат премии «Ника».
- Ирена Понарошку[55] — российская телеведущая и журналистка, училась в школе № 107.
- Виктор Рыбаков[56] — советский боксёр, 3-кратный чемпион Европы, двукратный бронзовый призёр Олимпийских игр, живёт в Соловьином проезде.
- Роман Рябцев — музыкант, солист группы «Технология».
- Светлана Светличная[57][58] — советская и российская актриса, заслуженная артистка РСФСР, жила в районе метро «Новоясеневская».
- Александр Соломатин — Герой Российской Федерации.
- Владимир Сорокин — русский писатель, в 1980-е годы и начале 1990-х жил в проезде Одоевского.
- Маргарита Суханкина — советская и российская оперная (меццо-сопрано) и эстрадная певица.
- Анатолий Трушкин[59] — советский и российский писатель-сатирик.
- В усадьбе Узкое, в советское время принадлежавшей АН СССР, бывали и отдыхали многие видные деятели советской науки и культуры, такие как Владимир Маяковский, Сергей Есенин, Борис Пастернак, Корней Чуковский, Владимир Вернадский, Николай Вавилов, Сергей Чаплыгин, Иван Павлов, Алексей Брусилов, Лев Ландау, Андрей Колмогоров и многие другие.

## Галерея

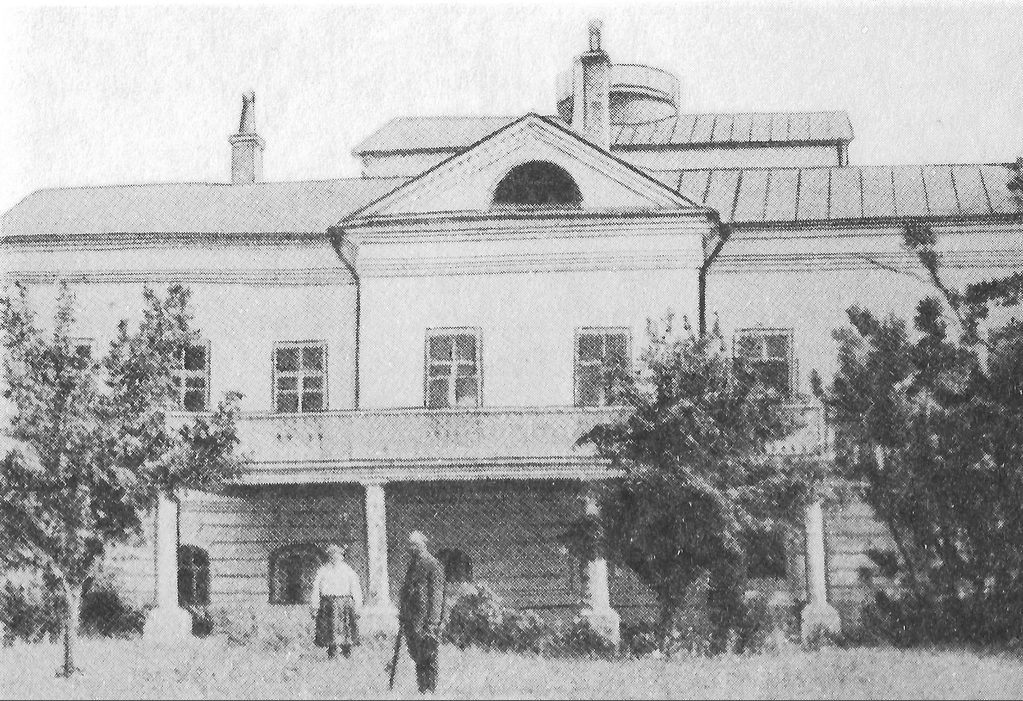
Усадебный дом Ясенево, 1900.
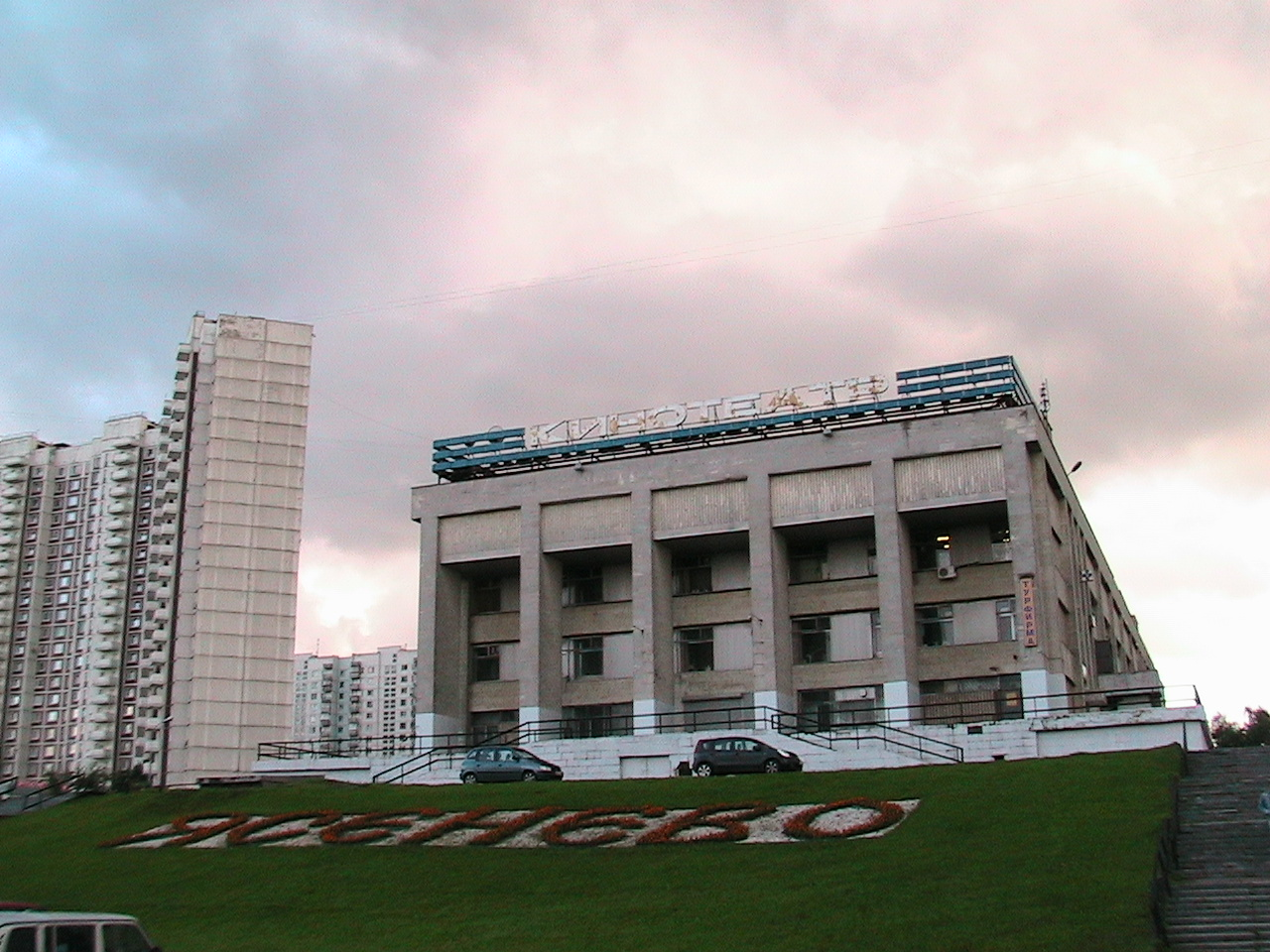
Бывший кинотеатр «Ханой» (Литовский бульвар, дом 7). Ныне Культурный центр «Вдохновение».
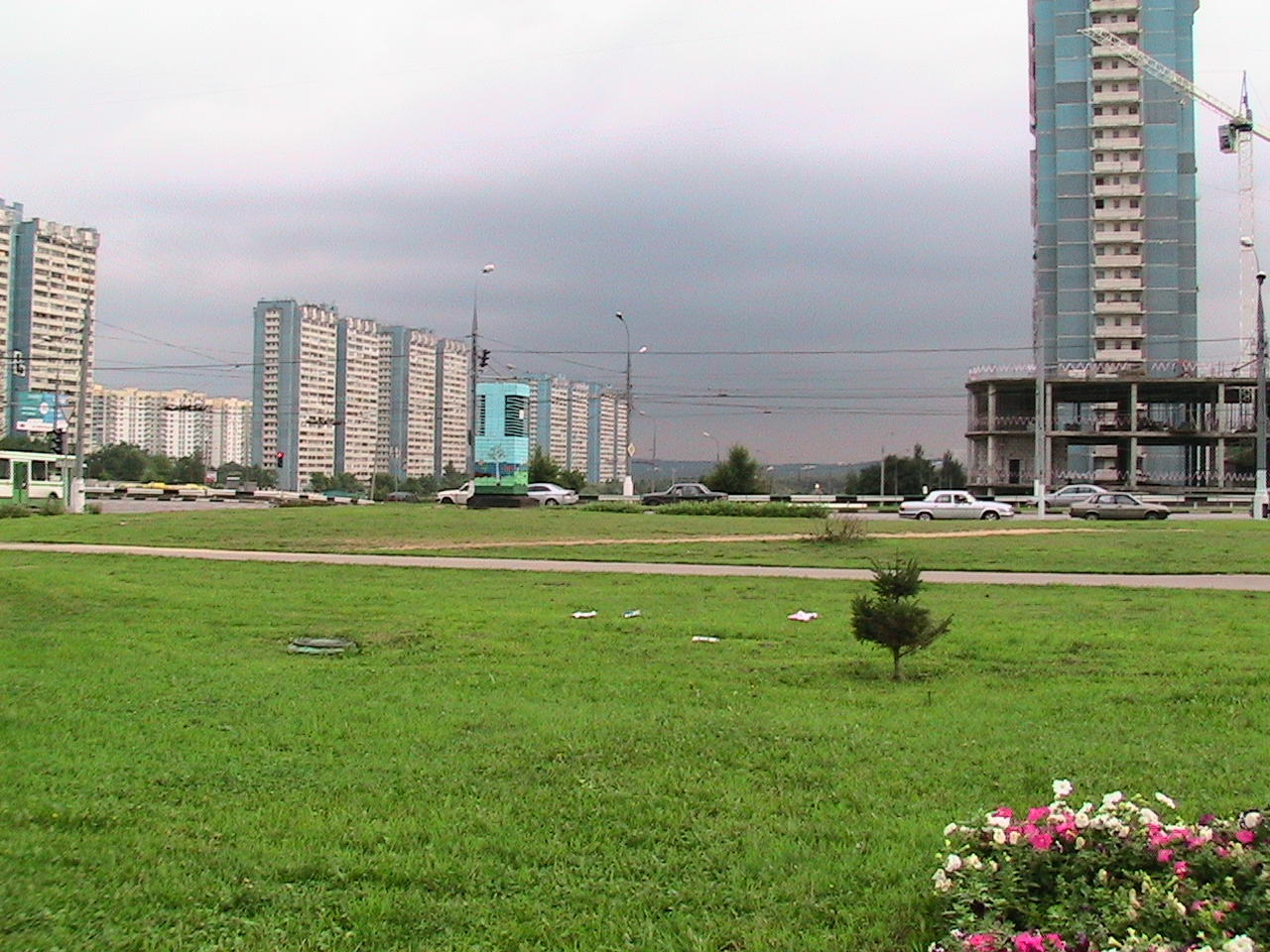
Около станции метро «Ясенево», 2006
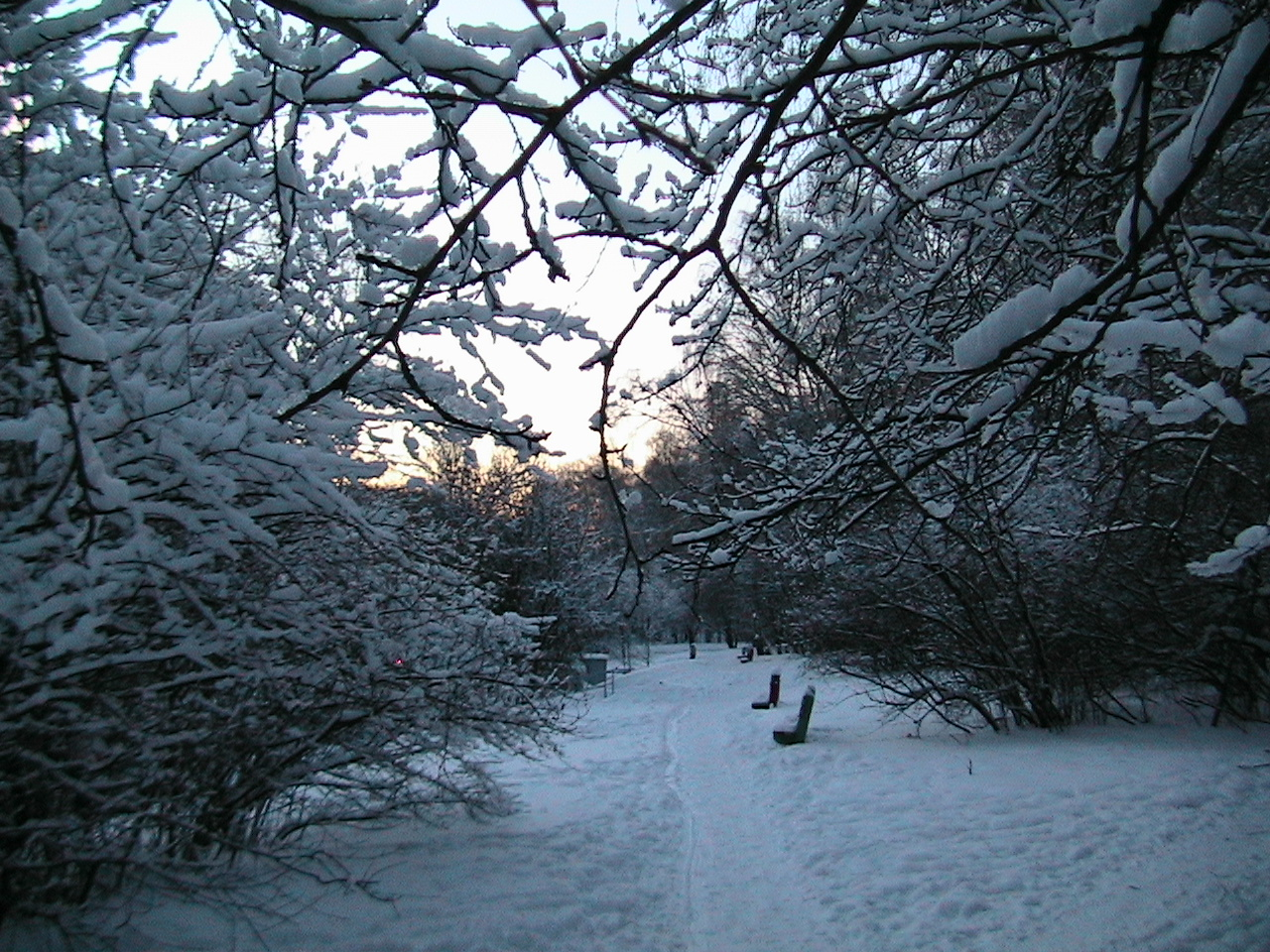
В Ясеневе зимой
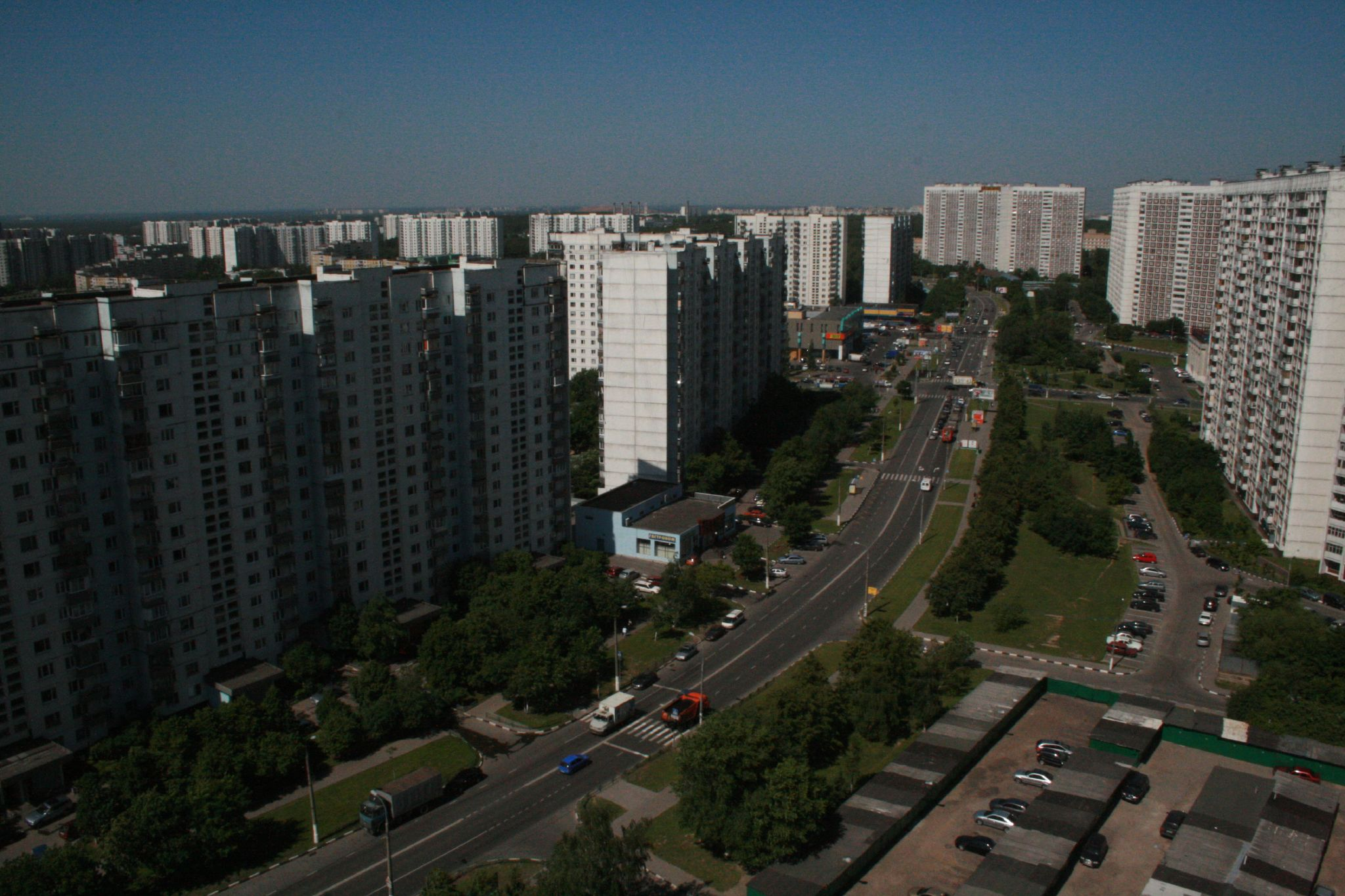
Вид на Литовский бульвар
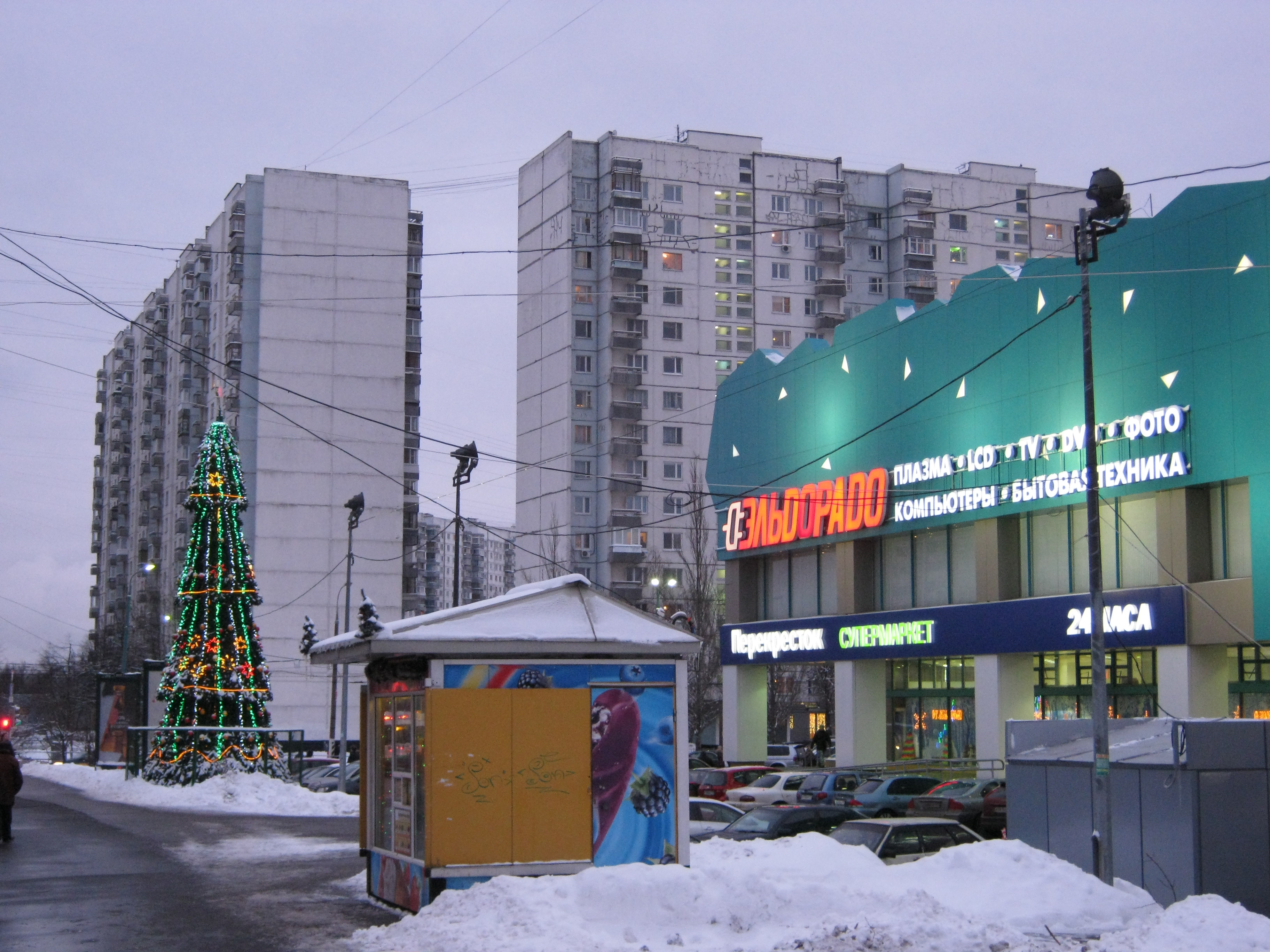
Торговый дом «Ясенево», январь 2012
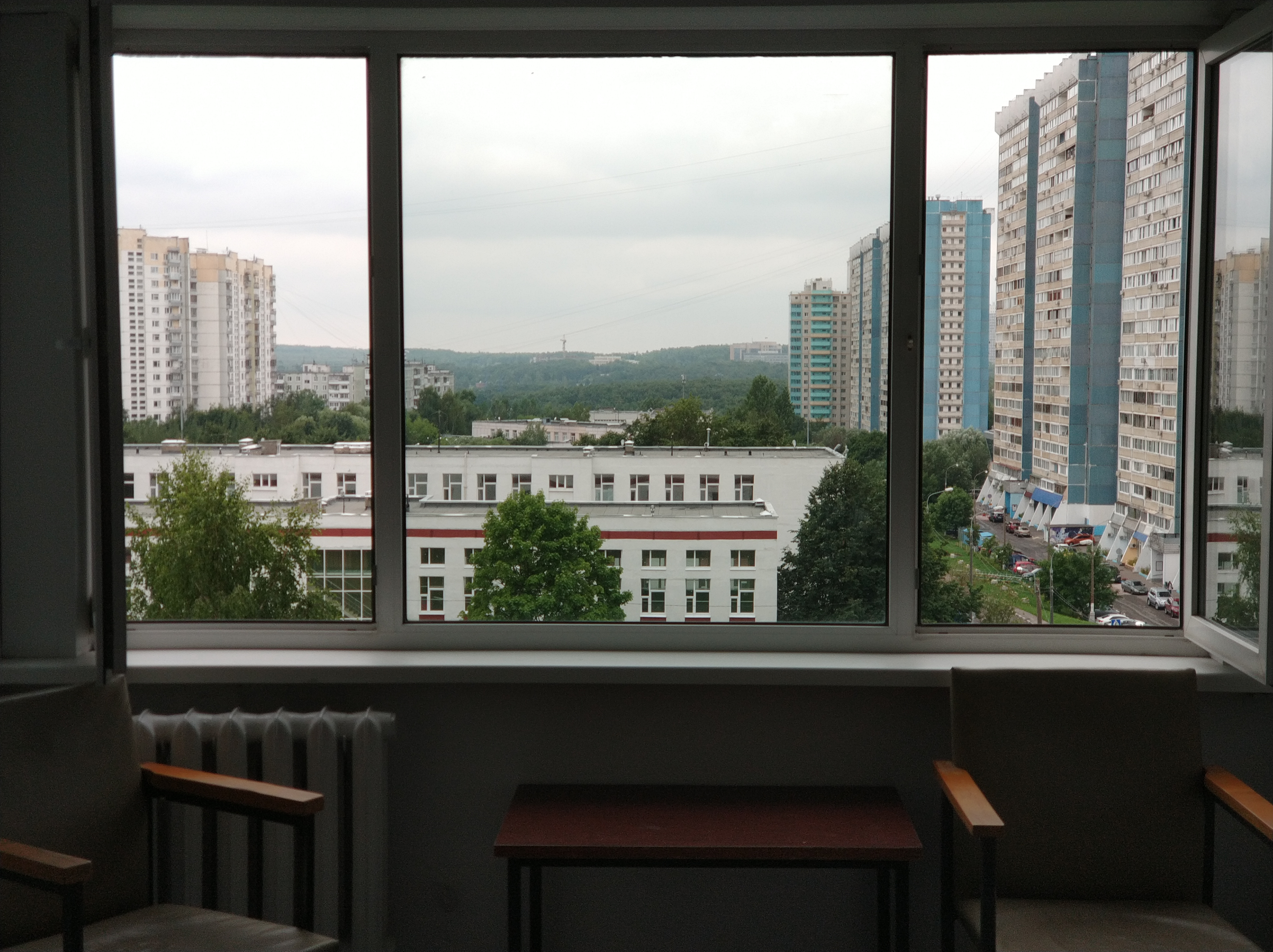
Вид на Ясеневский лесопарк из филиала № 4 городской поликлиники № 134